# Komödie einer Liebe
Komödie einer Liebe ist eine US-amerikanische Stummfilm-Dramödie aus dem Jahre 1928 von D. W. Griffith mit Jean Hersholt und Phyllis Haver in den Hauptrollen. Die Geschichte basiert auf dem Roman The Single Standard von Daniel Carson Goodman.

## Handlung
Marie Skinner ist eine berechnende, junge Frau, die stets auf der Suche eines wohlhabenden, älteren Gönners ist. Die etwas schrille, kaugummikauende, prollige Kokotte ist eine, wie man so sagt, „Goldgräberin“. In ihre Fänge gerät eines Tages der biedere und verheiratete Familienvater William Judson. Ihre blonde Wuschelmähne und der becircende Augenaufschlagen reicht, um Judson in ihrer Gegenwart zum Schmelzen zu bringen. Sie hat wenig Mühe dabei, den eigentlich sehr verantwortungsbewussten all seine privaten wie dienstlichen Pflichten vernachlässigen zu lassen, und der alternde, bebrillte und eher unscheinbare Immobilienmagnat liebt es, nach längerer Zeit mal wieder offenbar von einer hübschen Frau begehrt zu werden. Die Abende und Nächte verbringt Judson kaum mehr daheim, und seine Familie beginnt misstrauisch zu werden.
Als Mrs. Judson und seine erwachsenen Kinder Ruth und Billy ihn beim Tanzen mit Marie in einem Nachtclub entdecken, verlässt William am darauffolgenden Tag sein Heim und Herd. Tochter Ruth, will auf jeden Fall verhindern, dass die Familie auseinanderfällt und ihrer Mutter den Ehemann zurückholen. Und so sucht sie Marie auf, um die Konkurrentin der Mutter zu erschießen, wird jedoch von Maries Freund, dem Jazzmusiker Babe Winsor, überrascht und von der Tat abgehalten. Babe scheint recht schnell ein Auge auf Ruth geworfen zu haben. Als Judson hinzukommt, verurteilt er seine Tochter, wie diese sich offenbar dem Fremden an den Hals wirft, muss aber die eigene Doppelmoral erkennen, als er Zeuge eines heftigen Streits zwischen Marie und Babe wird. Reuevoll kehrt William Judson nach Hause zurück, in den Schoß seiner liebevollen Familie.

## Produktionsnotizen
Gedreht ab dem 11. April 1928, erlebte Komödie einer Liebe die Weltpremiere am 26. September desselben Jahres in Los Angeles. Die New Yorker Premiere war am 12. Oktober 1928. Die deutsche Erstaufführung fand im Dezember 1928 statt.
Griffiths Inszenierung wurde noch als Stummfilm konzipiert, jedoch mit Musik- und Gesangsanteilen zu einem Teiltonfilm gemacht. Der Film ist ein freies Remake des gleichnamigen Griffith-Melodrams, das er im Winter 1913/14 mit Donald Crisp und Lillian Gish inszeniert hatte.
Die Filmbauten schuf William Cameron Menzies.
Im Jahr 2000 wurde der restaurierte Film auf DVD neu herausgebracht.

## Kritiken
Wiens Freiheit! befand: „Getragen wird der Film einzig von Jean Hersholt, in dem wie einen vorzüglichen Charakterdarsteller kennen lernen. Sein ‚William Clarke‘ ist in jedem Zug ein glaubhafter Mensch, mit allen Fehlern und Vorzügen eines solchen. In komischen Situationen ist er unwiderstehlich, dabei aber doch nicht lächerlich, so daß man die folgenden, tragischeren Konflikte für seelisch möglich hält. […] Die Regie (D.W. Griffith) hat manche humorvolle Einfälle. […] Die Photographie ist, wie bei den meisten Filmen, die wir von drüben beziehen, ausgezeichnet.“.
Im Pester Lloyd war zu lesen: „Feine Ironie über die Schwächen der menschlichen Gesellschaft, aber auch unerbittliche Geißelung der Krebsschäden unserer Zivilisation kennzeichnen seine [= Griffiths] Arbeit. In dieser Satire […] wird das Leben, wie es ‚kreucht und fleucht‘ auf die Leinwand gezaubert. Und das ist wohl die beste Kritik, die einem Filmspiel gezeugt werden kann.“.
In einer modernen Kurzanalyse bei AllMovie schreibt Hans J. Wollstein: “Ein Remake eines D.W. von 1914. Griffiths Reißer Komödie einer Liebe ist eine äußerst unterhaltsame, wenn auch warnende Geschichte über einen Familienvater mittleren Alters.”.

## Belege und weiterführende Informationen
1. ↑  in der österr. Fassung Ruth Kinner
2. ↑  in der österr. Fassung William Clarke
3. ↑  in der österr. Fassung Ellen
4. ↑  in der österr. Fassung Ralph Windsor
5. ↑  „Komödie der Liebe“. In: Freiheit!, 24. März 1930, S. 6 (online bei ANNO).
6. ↑  „Das Fleisch und der Teufel (Fanfaren der Liebe)“. In: Pester Lloyd, 11. Jänner 1930, S. 12 (online bei ANNO).
7. ↑  Hans J. Wollstein: Komödie einer Liebe (Memento vom 1. Februar 2024 im Internet Archive) bei AllMovie (englisch)